# Liste der Olympiasieger im Cricket
Die Liste der Olympiasieger im Cricket führt sämtliche Sieger sowie die Zweit- und Drittplatzierten der Cricketwettbewerbe bei den Olympischen Sommerspielen auf. Cricket war bisher nur ein einziges Mal olympisch: 1900 in Paris. Es wurde nur ein Spiel ausgetragen.
| Olympia | Gold | Silber | Bronze |
| ------- | --- | --- | ------ |
| 1900    | Großbritannien (Devon and Somerset Wanderers)Charles Beachcroft Arthur Birkett Alfred Bowerman George Buckley Francis Burchell Frederick Christian Harry Corner Frederick Cuming William Donne Alfred Powlesland John Symes Montagu Toller | Frankreich (Union des Sociétés Français de Sports Athletiques) William Anderson William Attrill John Braid W. Browning Robert Horne Timothée Jordan Arthur MacEvoy Douglas Robinson H. F. Roques Alfred Schneidau Henry Terry Philip Tomalin | –      |